# 森の陽気な小人たちベルフィーとリルビット
『森の陽気な小人たち ベルフィーとリルビット』（もりのようきなこびとたち ベルフィーとリルビット）は、1980年1月7日から同年7月7日まで東京12チャンネル（現・テレビ東京）で放送されていたテレビアニメである。タツノコプロと東京12チャンネルの共同製作。全26話。放送時間は毎週月曜 19:30 - 20:00 （日本標準時）。
『森の陽気な小人たち - 』が正式タイトルであるが、現在では小人という表記が差別用語となっているため、『森の陽気な仲間たち ベルフィーとリルビット』と改題されることがある。

## ストーリー
森に暮らす、ファニット族のみなし子のベルフィーと、わんぱくなリルビット。この2人を軸に、大自然の中で、動物たちと楽しく暮らす小人たちのお話と、ベルフィーとリルビットが繰り広げる冒険を描くメルヘンである。

## 声の出演
- ベルフィー - 麻上洋子
- リルビット - 田中真弓
- ナポレオン - 千々松幸子
- チュチュナ - 蔀典子
- ロック - 水鳥鉄夫
- ドックリン - 肝付兼太
- メイモンド村長 - 西尾徳
- ロンジー長老 - 槐柳二
- シメジール - 円福恵子
- モッキン - 山本圭子→有馬瑞子
- ローザ - 高木早苗
- ツチーナ - 向殿あさみ
- スローモンド - 小野丈夫
- ベルフィーの父 - 津嘉山正種
- ベルフィーの母 - 高島雅羅
- ナレーター - 前田敏子

## スタッフ
- 制作 - 吉田健二
- 企画 - タツノコプロ企画室、東急エージェンシー
- 原作 - 柳川茂、宮田知行、タツノコプロ
- 音楽 - 渡辺岳夫[1]
- メインキャラクターデザイン - 下元明子
- キャラクターデザイン、総作画監督 - 森田浩光
- 美術監督 - 下道一範
- チーフディレクター - 林政行
- プロデューサー - 中野政則、井上明（以上、タツノコプロ）、近藤伯雄（東京12チャンネル）、松島忠、内山伊史（東急エージェンシー）
- 動画作監 - 杉井興治 他
- 撮影 - スタジオぎゃろっぷ 他
- 編集 - 谷口肇、谷川幸男、尾形治敏 他
- 進行 - 横田清一 他
- 録音ディレクター - 千葉耕市
- 録音 - 兼子芳博
- 効果 - 加藤昭二（アニメサウンドプロダクション）
- 録音制作 - ザックプロモーション
- スタジオ - 新坂スタジオ
- 現像所 - 東洋現像所（現・IMAGICA Lab.）
- 製作担当 - 山田良一、藤井正和、櫛野麻美
- 製作協力 - メルヘン社
- 企画協力 - 東急エージェンシー（※ノンクレジット）[要出典]
- 製作 - タツノコプロ[2]、東京12チャンネル[3]

## 主題歌

### オープニングテーマ
「森へおいでよ」
作詞 - 保富康午 / 作曲 - 渡辺岳夫 / 編曲 - 松山祐士 / 歌 - 大杉久美子、こおろぎ'73
※オープニングのタイトル表示部には、途中からベルフィーによる「ベルフィーと」とリルビットによる「リルビット」というタイトルコールが入るようになった。

### エンディングテーマ
「おやすみチュチュナ」
作詞 - 保富康午 / 作曲 - 渡辺岳夫 / 編曲 - 松山祐士 / 歌 - 大杉久美子
上記2曲を収録したEPレコードが、日本コロムビアから発売された。

## 各話リスト
| 話 | サブタイトル                | 脚本                   | (絵コンテ) 演出       | 作画監督          | 放送日        |
| -- | --------------------------- | ---------------------- | --------------------- | ----------------- | ------------- |
| 1  | 森のこどもまつり            | 山本優                 | 林政行                | 森田浩光          | 1980年 1月7日 |
| 2  | ベルフィーの家はお医者さん  | 佐藤和男               | 矢沢則夫              | 森田浩光          | 1月14日       |
| 3  | リルビット 水車を回せ       | 小山高男               | 辻伸一                | 森田浩光          | 1月21日       |
| 4  | ベルフィー 七色ホタルを守れ | 山本優                 | 古沢日出夫            | 森田浩光          | 1月28日       |
| 5  | 一人ぼっちのナポ            | 佑木仁 関口修          | 林政行                | 森田浩光          | 2月4日        |
| 6  | ブキミ森の魔女              | 三宅直子               | 矢沢則夫              | 森田浩光          | 2月11日       |
| 7  | 愛の冬いちご                | 高木良子               | 西久保瑞穂            | 森田浩光 二宮常雄 | 2月18日       |
| 8  | 魔女が呼んでいる            | 酒井あきよし           | 辻伸一                | 森田浩光          | 2月25日       |
| 9  | アライグマを救え            | 山本優                 | 樋口雅一              | 森田浩光          | 3月3日        |
| 10 | 黄色い雪割草                | レオ西村               | 樋口雅一              | 森田浩光          | 3月10日       |
| 11 | 春のお客さん                | 山本優                 | 大町繁                | 森田浩光 二宮常雄 | 3月17日       |
| 12 | 心が通う親子星              | 高木良子               | 石黒育                | 森田浩光          | 3月24日       |
| 13 | 花のカーニバル              | 三宅直子               | 西久保瑞穂            | 森田浩光 野部駿夫 | 4月7日        |
| 14 | 嵐の中のうぶごえ            | 小山高男               | 矢沢則夫              | 森田浩光          | 4月14日       |
| 15 | 神殿の秘密                  | 山本優                 | 辻伸一                | 森田浩光          | 4月21日       |
| 16 | リスの患者さん              | 沖島勲                 | 森田浩光              | 森田浩光          | 4月28日       |
| 17 | 赤い光の伝説                | 高木良子               | 林政行                | 森田浩光 野部駿夫 | 5月5日        |
| 18 | 弱虫子馬の冒険              | 三宅直子               | 辻伸一                | 森田浩光          | 5月12日       |
| 19 | 迷い込んだ卵                | 高木良子               | （西久保瑞穂） 岩田弘 | 森田浩光          | 5月19日       |
| 20 | 青い海をめざせ              | 鈴木祐二               | 樋口雅一              | 森田浩光          | 5月26日       |
| 21 | はじめての海                | 鈴木祐二               | 樋口雅一              | 森田浩光          | 6月2日        |
| 22 | 虹の旅人たち                | 佐藤和男               | 岩田弘                | 森田浩光          | 6月9日        |
| 23 | 森の地震                    | 鈴木祐二               | 岩田弘                | 森田浩光          | 6月16日       |
| 24 | 思い出の花園                | 鈴木祐二               | 矢沢則夫              | 森田浩光          | 6月23日       |
| 25 | 幻のファニット              | 柳川茂                 | 矢沢則夫              | 森田浩光          | 6月30日       |
| 26 | ファニットの唄              | 柳川茂 矢沢則夫 林政行 | 林政行                | 野部駿夫          | 7月7日        |

## 放送局
放送系列は放送当時、放送時間は個別に出典が提示されている局を除き1980年3月中旬 - 4月上旬時点のものとする。
| 放送地域   | 放送局           | 放送系列                      | 放送時間                                                                                | 備考                                                                                      |
| ---------- | ---------------- | ----------------------------- | --------------------------------------------------------------------------------------- | ----------------------------------------------------------------------------------------- |
| 関東広域圏 | 東京12チャンネル | 独立局                        | 月曜 19:30 - 20:00                                                                      | 製作局、現・テレビ東京。                                                                  |
| 北海道     | 北海道文化放送   | フジテレビ系列                | 土曜 8:30 - 9:00（1980年1月12日 - 3月29日） → 土曜 8:00 - 8:30（1980年4月5日 - 7月5日） | [ 6 ]                                                                                     |
| 岩手県     | テレビ岩手       | 日本テレビ系列                | 月曜 - 金曜 6:15 - 6:45                                                                 | 本放送終了後、1982年 - 1983年頃に放送。 1980年3月まではテレビ朝日系列とのクロスネット局。 |
| 宮城県     | 東北放送         | TBS系列                       | 土曜 17:00 - 17:30                                                                      |                                                                                           |
| 福島県     | 福島中央テレビ   | 日本テレビ系列 テレビ朝日系列 | 木曜 18:00 - 18:30                                                                      |                                                                                           |
| 中京広域圏 | 東海テレビ       | フジテレビ系列                | 日曜 9:00 - 9:30                                                                        |                                                                                           |
| 関西広域圏 | 関西テレビ       | フジテレビ系列                | 日曜 9:00 - 9:30（1980年4月6日から）                                                    |                                                                                           |
| 広島県     | テレビ新広島     | フジテレビ系列                | 金曜 8:30 - 9:00（1980年3月28日まで） 土曜 7:30 - 8:00（1980年4月5日から）              |                                                                                           |
| 愛媛県     | 愛媛放送         | フジテレビ系列                | 土曜 7:30 - 8:00（1980年4月5日から）                                                    | 現・テレビ愛媛。                                                                          |
| 福岡県     | 福岡放送         | 日本テレビ系列                | 土曜 7:45 - 8:15                                                                        |                                                                                           |

## 備考
- メインスポンサーのトミーからは、各種玩具が発売された。文具類などは、ショウワノートより発売。